# Alekséi Yerójov
Alekséi Valérievich Yerójov (en ruso: Алексей Валерьевич Ерохов; Moscú, Rusia; 24 de agosto de 2003) es un patinador artístico sobre hielo ruso. Ganador del Campeonato Mundial Júnior de 2018. Medallista de oro del Campeonato Nacional Júnior de Rusia 2018

## Carrera
Nació en septiembre de 1999 en Moscú, Rusia. Es estudiante del Instituto de Fisicultura de Moscú. Comenzó a patinar en el año 2003, fue entrenado por Ilia Klimkin en el club CSKA hasta 2011, el año siguiente se transfirió al club Sambo 70 para ser entrenado por Eteri Tutberidze y Serguéi Dudakov.
Se ubicó en el lugar 12 del Campeonato Júnior de Rusia en 2016. Tuvo su debut internacional en la serie del Grand Prix Júnior, ganó la medalla de bronce en la prueba de Japón y en su segunda prueba en Alemania solo pudo terminar el programa corto y abandonó la competitión debido a una lesión. Participó en nivel sénior en el Campeonato de Rusia de 2017 donde finalizó en décimo lugar, en su participación en nivel júnior se ubicó en el quinto lugar. Ganó la medalla de oro en las pruebas del Grand Prix Júnior en Bielorrusia y en Polonia, calificó a la final, que se celebró en Nagoya, Japón, Yerójov finalizó en el quinto lugar.
En el Campeonato de Rusia de 2018 se ubicó en el octavo lugar en nivel sénior y ganó el oro en la categoría júnior del mismo campeonato. Ganó la medalla de oro del Campeonato Mundial Júnior, celebrado en Bulgaria, obtuvo el segundo lugar con su programa corto y primero en el libre. Yerójov debutó en la serie del Grand Prix en nivel sénior en la temporada 2018-2019, está asignado a las pruebas del Grand Prix de Finlandia y la Copa Rostelecom.

### Programas
|           | Programa corto                                | Programa libre                                 | Exhibición |
| --------- | --------------------------------------------- | ---------------------------------------------- | ---------- |
| 2018-2019 | TBA                                           | TBA                                            |            |
| 2017-2018 | Lighthouse de Patrick Watson                  | Concierto de piano n.º 2 de Serguéi Rajmáninov |            |
| 2016-2017 | The Thrill Is Gone de B.B. King, Eric Chapman | Romeo y Julieta                                |            |

### Resultados detallados
- Las mejores marcas personales aparecen en negrita

| Temporada 2017–2018         | Temporada 2017–2018                      | Temporada 2017–2018 | Temporada 2017–2018 | Temporada 2017–2018 |
| Fecha                       | Evento                                   | Programa corto      | Programa libre      | Total               |
| --------------------------- | ---------------------------------------- | ------------------- | ------------------- | ------------------- |
| 5–11 de marzo de 2018       | Campeonato Mundial Júnior de 2018        | 2 76.54             | 1 154.98            | 1 231.52            |
| 23–26 de enero de 2018      | Campeonato Júnior de Rusia 2018          | 2 82.52             | 1 165.99            | 1 248.51            |
| 21–24 de diciembre de 2017  | Campeonato Nacional de Rusia 2018        | 8 80.38             | 7 150.21            | 8 230.59            |
| 7–10 de diciembre de 2017   | Final del Grand Prix Júnior de 2017-2018 | 2 78.39             | 5 128.65            | 5 207.04            |
| 4–7 de octubre de 2017      | Grand Prix Júnior de Polonia 2017        | 1 78.83             | 1 143.06            | 1 221.89            |
| 20–24 de septiembre de 2017 | Grand Prix Júnior de Bielorrusia 2017    | 1 77.52             | 1 155.27            | 1 232.79            |
| Temporada 2016–2017         |                                          |                     |                     |                     |
| Fecha                       | Evento                                   | Programa corto      | Programa libre      | Total               |
| 1–5 de febrero de 2017      | Campeonato Júnior de Rusia 2017          | 6 75.23             | 5 149.26            | 5 224.49            |
| 20–26 de diciembre de 2016  | Campeonato Nacional de Rusia 2017        | 13 64.20            | 7 152.60            | 10 216.80           |
| 5–9 de octubre de 2016      | Grand Prix Júnior de Alemania 2016       | 6 64.33             | - WD                | - WD                |
| 7–11 de septiembre de 2016  | Grand Prix Júnior de Japón 2016          | 3 74.90             | 5 142.01            | 3 216.91            |